# Прасертсуван, Буунео
Буунео Прасертсуван (тайск. บุญเอื้อ ประเสริฐสุวรรณ; 13 апреля 1919, округ Банг-Пла-Ма, провинция Супханбури, Сиам — 13 октября 2016, Бангкок, Таиланд) — таиландский государственный деятель, председатель Национальной ассамблеи Таиланда (1995—1996).

## Биография
В 1937 г. он стал учителем в Каннасут Суексалай в своей родной провинции Супханбури. Позже он закончил учебу в военно-медицинской школе и стал сержантом тайской армии. После окончания Второй мировой войны стал медицинским инструктором в больнице Ананда Махидол в Лопбури, в 1946 г. уволился, чтобы открыть семейную медицинскую клинику.
Начал политическую карьеру на местном, провинциальном уровне, четырежды переизбирался избран в провинциальный совет Супханбури.
В 1957 г. он был избран в Палату представителей Таиланда, неизменно подтверждал свой мандат до 1996 г. В 1975 г. вступил в Демократическую партию, затем перешел в Thamsangkhom и ныне несуществующую Тайскую национальную партию.
В 1981—1988 гг. — заместитель министра сельского хозяйства и кооперативов, в 1988—1991 гг. — министр кабинета и заместитель премьер-министра Таиланда.
В 1995—1996 гг. — председатель Национальной ассамблеи Таиланда.
В 1997 г. ему было присвоено специальное воинское звание генерал-майора.

## Награды и звания
- Орден Короны Таиланда специального класса (1987)
- Орден Белого слона специального класса (1988)